# Mölndals kommun
57°42′N 11°58′Ø / 57.700°N 11.967°Ø
Mölndal kommune ligger administrativt under det svenske län Västra Götaland. Geografisk ligger kommunen delvis i landskapet Västergötland, og delvis i Halland. Kommunens administrationscenter ligger i Mölndal.

## Byer
Mölndal kommune har fem byområder.
I tabellen opgives antal indbyggere pr. 31. december 2005.
| #  | Tettsted   | Indbyggere |
| -- | ---------- | ---------- |
| 1. | Mölndal    | 37 233     |
| 2. | Lindome    | 10 642     |
| 3. | Kållered   | 6 784      |
| 4. | Hällesåker | 371        |
| 5. | Tulebo     | 229        |

## Kendte personer med tilknytning til Mölndal
- Rune Andréasson, tegneserieskaber
- Anders Frisk, fodbolddommer
- Morgan Alling, skuespiller, manuskriptforfatter og regissør
- Lars Linderot, prest og vækkelsesprædikant
- Christian Olsson, atletikudøver
- Oscar Dronjak, musiker
- Hans Mustad, industrimand
- Anders Prytz, fodboldspiller
- Björn Runge, regissør

## Venskabsbyer
- Danmark: Albertslund, Danmark
- Tyskland: Borken, Tyskland
- Storbritannien: Canterbury, England